# Antas de Barrocal
Les Antas de Borracal (aussi appelé Antas Herdade do Barrocal) est un groupe de dolmens situé dans la freguesia de Nossa Senhora da Tourega (pt), sur le territoire de la municipalité d'Évora (district d'Évora, Portugal),. 
Le mot anta est l'équivalent portugais d'« ante » (pilier terminal d'un temple grec ou romain), mais il est aussi employé pour désigner les pierres d'un dolmen ou le dolmen lui-même. Environ 5 000 structures mégalithiques de ce type ont été construites au Néolithique dans l'ouest de la péninsule Ibérique par les successeurs de la culture de la céramique cardiale ou Cardial.
Ils sont classés monument national depuis 1910.

## Description
Ces monuments mégalithiques se trouvent dans une zone à forte concentration de sites mégalithiques. Neuf ont été identifiés, mais seuls deux (Barrocal 1 et 2) sont plus que des vestiges, et seul Barrocal 1 est visitable. 
Barrocal 1Il été construit entre le début du IVe et le milieu du IIIe millénaire av. J.-C. Il s'agit d'un dolmen constitué de sept orthostates de granit à gros grains (dont cinq sont à leur emplacement d'origine) d'un peu plus de 2 m de haut, créant une chambre funéraire polygonale d'environ 3 m de diamètre, recouverte d'une dalle de couverture presque intacte. Il existe un couloir d'accès, bien que celui-ci ait été détruit et qu'il ne reste que deux pierres brisées. Il ne reste aucun vestige du tumulus qui recouvrait la chambre. Le dolmen est orienté est-ouest.
Barrocal 2Il se trouve à 100 m à l'ouest de Barrocal 1 sur un terrain privé sans accès. À l'origine, il était essentiellement identique au premier. Sa pierre de couverture, tombée récemment, n'est plus en place.
Le menhir de Barrocal est à proximité.

## Galerie

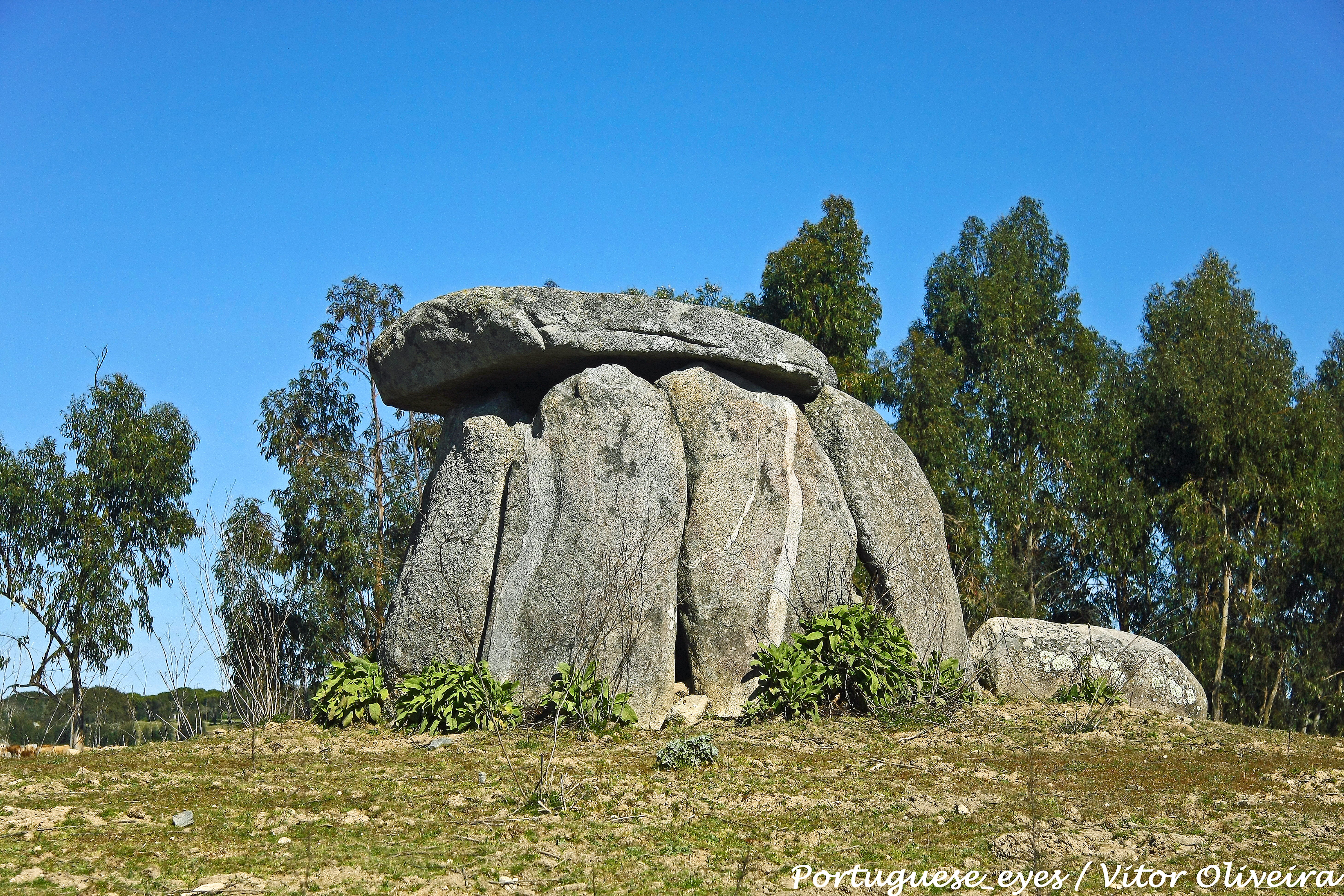
Barrocal 1.
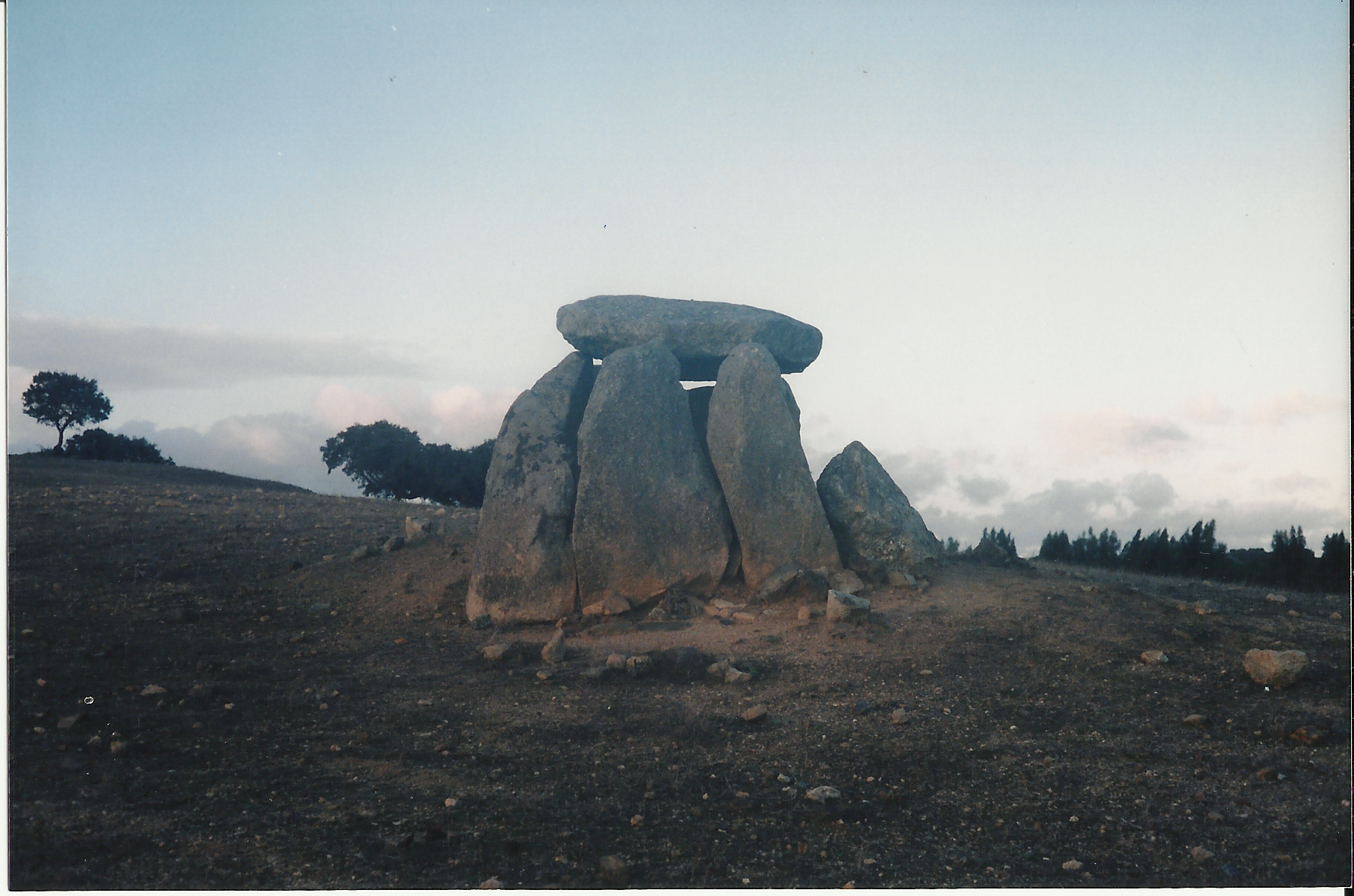
Barrocal 2 (en 1999).